# ريتشارد كيارني
ريتشارد كيارني (بالإنجليزية: Richard Kearney)‏ هو قاضي ومحامي نيوزيلندي، ولد في 13 مايو 1930، وتوفي في 27 مارس 2005.